# Elly Ajowi Ochola
Elly Ajowi Ochola est un boxeur kényan né le 10 mai 1983 à Nairobi.

## Carrière
Elly Ajowi Ochola est médaillé de bronze dans la catégorie des poids lourds aux Jeux africains de 2015 à Brazzaville ainsi qu'aux Jeux africains de 2019 à Rabat.